# Eutropis tytleri
Espèce
Synonymes
- Scincus tytleri Tytler in Theobald, 1868
- Mabuya tytleri (Tytler, 1868)

Eutropis tytleri est une espèce de sauriens de la famille des Scincidae.

## Répartition
Cette espèce est endémique des îles Andaman en Inde.

## Étymologie
Cette espèce est nommée en l'honneur de Robert Christopher Tytler, qui est aussi le descripteur de l'espèce ce qui est plutôt inconvenant. Cela pourrait signifier que le descripteur serait Theobald.

## Publication originale
- Theobald, 1868 : Catalogue of reptiles in the Museum of the Asiatic Society of Bengal. Journal of the Asiatic Society of Bengal, vol. 37, p. 7-88 (texte intégral).